# Nazir di Agra
Nazir di Agra, oppure Nazir di Akbarabad (in urdu: نظیر اکبر آبادی), pseudonimo di Wali Muhammad (Delhi, 1740 – Agra, 1830), è stato un poeta indiano, di lingua urdu, uno dei più significativi e personali della letteratura urdu.

## Biografia

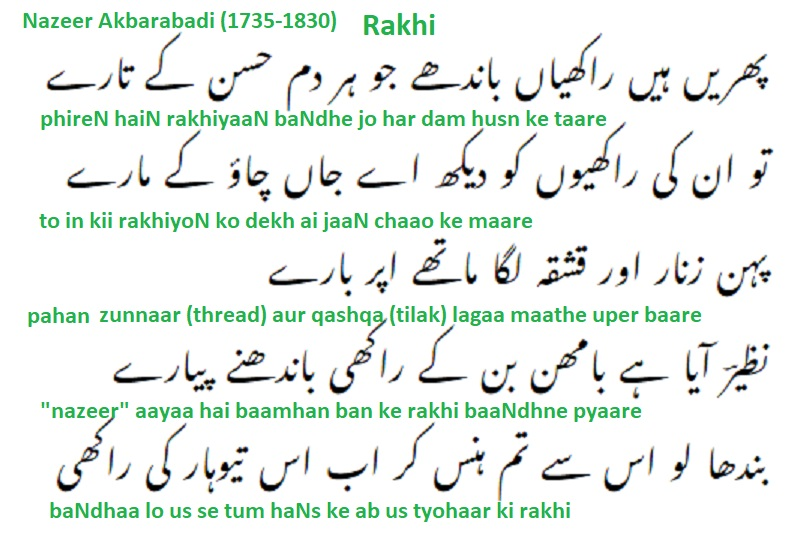
L'ultima parte del nazm Rakhi, scritto da Nazar (prima del 1830)

Nazir di Agra nacque nel 1740 a Delhi, che abbandonò, insieme a sua madre e sua nonna, per trasferirsi ad Akbarabad nel 1758.
Suo padre era Mohammad Farooq e sua madre era la figlia di Nawab Sultan Khan, il governatore del Forte rosso di Agra.
Durante la sua carriera letteraria furono pubblicati seicento dei suoi ghazal, anche se è più conosciuto ed apprezzato  per i suoi nazm, deve la sua popolarità a loro ed è considerato il "padre dei nazm". Sono circa seimila i versi di Nazir sopravvissuti conservati e pubblicati attualmente.
Nonostante fosse un poeta versatile, non fu mai legato a nessuna corte reale.
Si tenne lontano dai maggiori centri della poesia urdu, dagli scrittori aristocratici e accademici, invece visse in mezzo alla gente comune, in mezzo agli umili e probabilmente per questo motivo il suo genio non è stato riconosciuto durante la sua vita,ma espresse dei versi sinceri, immediati, talvolta rudi, crudi, intrisi di un caldo senso di umanità e di acuti elementi meditativi.
Anche se Nazir non si può considerare un rivoluzionario da un punto di vista sociale, dimostrò di tenere in grande considerazione i valori dell'uguaglianza, delle sofferenze dei poveri, delle ingiustizie.
Questi argomenti risultarono il comune denominatore di molti poemetti di Nazir, e soprattutto ne Il canto dell'uomo (Âdmînâma), nel quale viene descritta la società contemporanea, dal pubblico delle fiere e delle feste popolari, alle meretrici compassionate nella loro condizione morale, agli omosessuali, ai fumatori di hashish.
Un altro tema fondamentale nelle opere di Nazir fu la tristezza per la caducità della vita umana, presente nei poemetti Il poema del commerciante di cereali (Bangiâra-nâma) e ne Il poema del cigno (Hans-nâma), dove sono evidenziate l'inevitabilità della morte e la precarietà delle ricchezze terrestri.
Scrisse nazms riguardanti feste religiose e sociali, come Diwali, Holi, Eid, Shab-e-baraat, sui frutti, sugli animali e uccelli, sulle stagioni, sulle bellezze della natura, sui diversi aspetti della vita umana, come la povertà, le malattie e persino su oggetti inanimati, come la farina, le lenticchie, il cetriolo.
Venne acclamato in seguito, grazie alla rivalutazione della critica letteraria, come il poeta del popolo, a differenza di Mirza Ghalib che ha scritto su e per l'élite, Nazir Akbarabadi ha scritto di eventi e personaggi ordinari, della difficile situazione della gente comune nel loro linguaggio quotidiano, versi che hanno toccato il cuore sia dei musulmani sia degli indù.
Il suo tesoro poetico è ancora disponibile e le sue poesie, come Cronaca di un nomade (Banjaranâma), Cronaca dell'uomo (Aadmi-nâma), sono tra le più lette a scuola e dagli ammiratori della poesia urdu.
Nazir di Agra morì nel 1830 ad Agra.

## Opere
- Il canto dell'uomo (Âdmînâma);
- Cronaca di un nomade (Banjaranâma);
- Cronaca dell'uomo (Aadmi-nâma);
- Il poema del commerciante di cereali (Bangiâra-nâma);
- Il poema del cigno (Hans-nâma).

## Traduzioni in italiano
- Versi, a cura di D. Breda e G. Scarcia, numero monografico di "In forma di parole", Bologna, 2006.